# FIA WTCC szlovák nagydíj
A FIA WTCC szlovák nagydíjat az Automotodróm Slovakia Ringen tartják Pozsony közelében, Dunaszerdahelytől nyugatra.
A verseny a 2012-es túraautó-világbajnokság 4. fordulójaként debütált, helyettesítve a naptárból kikerült argentin nagydíjat.

## Futamgyőztesek
| Év   | V. | Versenyző            | Gyártó               | Helyszín      | Összefoglaló |
| ---- | -- | -------------------- | -------------------- | ------------- | ------------ |
| 2016 | 1  | Tiago Monteiro       | Honda                | Slovakia Ring | Összefoglaló |
| 2016 | 2  | José María López     | Citroën              | Slovakia Ring | Összefoglaló |
| 2015 | 1  | Yvan Muller          | Citroën              | Slovakia Ring | Összefoglaló |
| 2015 | 2  | Sébastien Loeb       | Citroën              | Slovakia Ring | Összefoglaló |
| 2014 | 1  | Sébastien Loeb       | Citroën              | Slovakia Ring | Összefoglaló |
| 2014 | 2  | A versenyt törölték. | A versenyt törölték. | Slovakia Ring | Összefoglaló |
| 2013 | 1  | Gabriele Tarquini    | Honda                | Slovakia Ring | Összefoglaló |
| 2013 | 2  | Tom Coronel          | BMW                  | Slovakia Ring | Összefoglaló |
| 2012 | 1  | Gabriele Tarquini    | Seat                 | Slovakia Ring | Összefoglaló |
| 2012 | 2  | Robert Huff          | Chevrolet            | Slovakia Ring | Összefoglaló |